# Symplocos foliosa
Symplocos foliosa är en tvåhjärtbladig växtart som beskrevs av Robert Wight. Symplocos foliosa ingår i släktet Symplocos och familjen Symplocaceae. Inga underarter finns listade i Catalogue of Life.